# 红旗镇 (峨边县)
杨村乡，是中华人民共和国四川省乐山市峨边彝族自治县下辖的一个乡镇级行政单位。2020年5月，撤销杨村乡、觉莫乡，设立红旗镇，以原杨村乡和原觉莫乡所属行政区域为红旗镇的行政区域。

## 行政区划
杨村乡下辖以下地区：
四坪村、李子坪村、上营村、大坪村和木厂村，茨竹村、马安村和为觉村。